# پنج دولت افلاطون
پنج دولت افلاطون گونه‌ای دسته‌بندی است که افلاطون در رسالهٔ جمهور مطرح کرده‌است و حکومت‌های ممکن را به پنج دسته تقسیم‌بندی می‌کند. افلاطون همچنین در هم‌ارزی هر یک از این حکومت‌ها، فرد انسانی ویژه‌ای را قرار می‌دهد و به شباهت‌های حکومت و فرد همتراز آن می‌پردازد. گفتنی است که هرچه این فهرست پیش تر برود فاصله از حکومت ایده‌آل و مطلوب افزایش می‌یابد.

## حکومت‌ها به ترتیب شکل‌گیری و تعالی

### آریستوکراسی
حکومت مثالی افلاطون در ردهٔ حکومت‌های آریستوکراسی قرار می‌گیرد و انسان هم ارز این حکومت همان فیلسوف شاهی است که می‌باید زمام امور جامعه را در دست داشته باشد.

### تیموکراسی
چنان‌که در آرمانشهر افلاطون اصول زاد و ولد درست، رعایت نشود؛ در میان طبقهٔ زمامدار فرزندانی با نژاد پست‌تر تولید می‌شوند و آن‌ها هم به نوبه خود به کشمکش با نژاد طلایی و اصیل می پردارند و با زور مردم را به سمت خود می‌کشانند. در نتیجه اصالت به «تفاخر» و زور داده می‌شود و حکومت تایموکراسی شکل می‌گیرد. انسان تیموکرات تندخو و خشن است اما در عین حال بری از همهٔ فضایل نیست.

### الیگارشی
حکومت تیموکراسی برای زمان جنگ می‌تواند عملکرد خوبی داشته باشد اما برای دوران صلح کارساز نیست. در دوران صلح حاکمان به سمت جمع‌آوری ثروت می‌روند و قانون را به انحای گوناگون به نفع ثروتمندان تغییر می‌دهند و زمینهٔ برپایی حکومت الیگارشی را به وجود می‌آورند. این حکومت در زمان جنگ توان دفاع از کشور را ندارد. همچنین به نبردهای طبقاتی دامن می‌زند. انسان هم ارز این حکومت کسی است که به تقلید پدر به جمع‌آوری مال می‌پردازد.

### دموکراسی
اختلاف طبقاتی و در نتیجه افزایش رباخواری و هرچه بیشتر به زیر بار وام‌های سنگین رفتن مردم عادی از یک سو و سستی و فرومایگی طبقات مرفه در اثر وفور نعمت از دیگر سو نهایتاً سبب بروز انقلاب پیروزمندانه‌ای از طرف توده‌های فرودست می‌شود و مساوات و آزادی را ایجاد می‌کنند. در این حکومت اندیشه‌های رنگارنگ در جامعه به وجود می‌آید و بی بند و باری رواج پیدا می‌کند. همچنین عامهٔ مردم ناآگاه به خود اجازه می‌دهند در مسائل زمامداری وارد شوند. فرد معادل این حکومت هوس‌های غیرضرور را به نیازهای ضروری برتری می‌نهد و به دنبال لذت جویی است.

### استبداد
با این وجود افلاطون استبداد را پس از دمکراسی قرار می‌دهد. بدین ترتیب که در حکومت دموکراسی سه دسته مردم به وجود می‌آیند. دسته‌ای تنها توان بالایی دارند و همانند «زنبورهای نیش دارند»، دسته‌ای از نظم برخوردارند اما به دلیل نبود تربیت معنوی به ثروت اندوزی کشیده می‌شوند. دستهٔ سوم تودهٔ مردم هستند که هیچ‌یک از فضیلت‌های دو گروه نخست را ندارند. در نتیجه دستهٔ نخست با همراه کردن تودهٔ مردم خود را منجی و پیشوای ملت معرفی می‌کنند و به زور ثروت دستهٔ دوم و سپس تمام قدرت را تصاحب می‌کنند و سپس روز به روز از تودهٔ مردم فاصله می‌گیرند.

## نقش تجربه شخصی افلاطون در تحلیل او
شماری از مفسران معاصر بر آن هستند که دشمنی سخت افلاطون با دموکراسی یکی ناشی از تجربه‌های شخصی او به ویژه اعدام سقراط است و دیگری ریشه در وابستگی‌های خانوادگی افلاطون با طبقات اشراف دارد، چنان‌که بسیاری از بستگان افلاطون از جمله کریتون (و شاید خارمیدس)از سی تن جباری بودند که بر اثر تحمیل اسپارت مدتی بر آتن حاکم شدند. کارل پوپر در کتاب جامعهٔ باز و دشمنان آن تأثیر اندیشه‌های هراکلیتوس دربارهٔ سیلان و دگرگونی همیشگی جهان و همچنین اندیشه‌های بدبینانهٔ هزیود دربارهٔ گردش تناوبی دوران را بر نگرش کلی افلاطون به‌طور اعم و نگرش سیاسی وی به‌طور اخص _که منجر به این تقسیم‌بندی حکومت‌ها می‌شود_ تحلیل می‌کند.